# Viled'
Il Viled' (in russo Виледь?) è un fiume della Russia europea orientale, affluente di sinistra della Vyčegda nel bacino della Dvina Settentrionale. Scorre nell'Oblast' di Arcangelo, nei rajon  Kotlasskij, Vilegodskij e Lenskij.

## Descrizione
Il fiume inizialmente scorre in direzione est, quindi descrive un ampio cerchio antiorario dirigendosi a sud-ovest; prende infine la direzione di nord-ovest. Nella parte superiore, le sue rive sono spopolate, la corrente è veloce, la larghezza del canale è fino a 20 m, aumenta in seguito fino a 40 m. Quasi tutti gli insediamenti del distretto Vilegodskij si trovano nella pianura alluvionale del fiume (incluso il centro del distretto - il villaggio di Il'insko-Podomskoe). Nella parte centrale, il Viled' ha una pianura alluvionale abbastanza ampia, fino a 5 km; vicino a Il'insko-Podomskoe il canale misura 80 m. 
Sfocia nella Vyčegda a 48 km dalla foce, a nord-est della città di Korjažma. Ha una lunghezza di 321 km, il suo bacino è di 5 610 km². Il suo maggior affluente è la Velikaja Ochta (lungo 113 km) proveniente dalla sinistra idrografica.
Il fiume Viled' è irregolarmente navigabile sino al villaggio di Terinskaja (a 106 km dalla foce).